# مرینگوین (لوئیزیانا)
مرینگوین (به انگلیسی: Maringouin) شهری در ایالت لوئیزیانا کشور ایالات متحده آمریکا است که جمعیت آن در سرشماری سال ۲۰۱۰ میلادی، ۱٬۰۹۸ نفر بوده‌است.